# Lorenzo Cain
Lorenzo Lamar Cain (Valdosta, Georgia; 13 de abril de 1986) es un jugador de las Grandes ligas de Béisbol que actualmente es agente libre.

## Primeros años
Nació en Valdosta, ubicado en el condado de Lowndes, en Georgia. Su padre murió cuando tenía tan solo cuatro años de edad. Su madre, Patricia, lo crio a él y a su hermano.
Tras cursar sus estudios secundarios en el Madison County High School de Madison, Florida, asistió al Tallahassee Community College.

## Trayectoria

### Ligas Menores
Fue reclutado en las Ligas Menores por los Cerveceros de Milwaukee en la 17.ª ronda del draft amateur de 2004, procedente del Tallahassee Community College. Comenzó su debut en 2005, jugando para los Cerveceros de Helena y los Cerveceros de Arizona. En 2006, fue ascendido al West Virginia Power de Clase A, donde fue nombrado miembro de los equipos All-Star de la Liga del Atlántico Sur a mediados y después de la temporada.Pasó cinco temporadas en las ligas menores.

### Ligas Mayores
Hizo su debut en las Grandes Ligas el 16 de julio de 2010 en el Turner Field de Atlanta contra los Bravos de Atlanta, batiendo dos hits en dos rondas de bateo, con dos sencillos. El 18 de diciembre de 2010, fue intercambiado, junto con Alcides Escobar, Jeremy Jeffress y Jake Odorizzi, con los Kansas City Royals por Zack Greinke y Yuniesky Betancourt.
En la temporada 2014, bateó .301 con 5 jonrones en 133 partidos en la Liga Americana y Kansas City Royals volvió a los playoffs por primera vez desde 1985.
En 2015, fue convocado para su primer Juego de las Estrellas, terminando con una nueva marca personal de 16 jonrones.
Se convertido en agente libre el 2 de noviembre de 2017, firmó un contrato de cinco años por valor de 80 millones de dólares con los Milwaukee Brewers el 26 de enero de 2018.
Después de jugar cinco partidos de la temporada 2020, el 1 de agosto de 2020, anunció su decisión de no participar en el resto de la temporada 2020, debido a los riesgos derivados de la pandemia de COVID-19.

### Vida personal
Él y su esposa Jenny tienen tres hijos. La familia reside en Norman, Oklahoma.